# Murube (ganadería)
Murube es una ganadería española de reses bravas, referente del encaste Murube-Urquijo. Tiene su origen en la ganadería que adquiriera Manuel Suárez Cordero allá por el año 1828, y que repartiera en el año 1850 entre sus hijos, siendo la de Manuel Suárez Jiménez la actual ganadería de Murube. Los toros pastan actualmente en la finca de “La Cobatilla”, situada en el término municipal de Utrera, en la provincia de Sevilla; está inscrita en la Unión de Criadores de Toros de Lidia.

## Origen «Vistahermosa»
La antigua ganadería de Vistahermosa fue adquirida en 1827 por Pedro José Picavea de Lesaca y de los Olivos, uno de los referentes de las dos ramas actuales en las que se divide la casta Vistahermosa. En 1828 vendió unos toros a Manuel Suárez Cordero, que logró formar una ganadería que repartió en 1850 entre sus dos hijos; la parte que correspondió a Manuel Suárez Jiménez fue vendida en 1863 por este último a Dolores Monge Roldán, viuda de Murube, que ese mismo año había comprado un tercio de la ganadería de José Arias Saavedra, uniendo de esta manera las líneas Barbero de Utrera-Arias Saavedra (que será predominante) con la de Varea-Picavea de Lesaca. Doña Dolores Monge fallece en 1884 y la ganadería es heredada por sus hijos Felipe y Joaquín Murube Monge. Este último mantuvo su parte hasta su fallecimiento en 1901, que pasa a su esposa Tomasa Escribano, renombrándose la ganadería nuevamente como Viuda de Murube.

## Historia de la ganadería
Después de vender una parte a Juan Contreras Murillo, Tomasa vende el resto en 1917 a Juan Manuel de Urquijo y Ussía, creador del encaste Murube-Urquijo; tras la compra, Juan Manuel Urquijo la pone a nombre de su esposa Carmen de Federico, y a partir de 1920 será su hijo Antonio Urquijo de Federico quien lleve el control. Tras la muerte de Carmen de Federico en 1946, Antonio pasará a ser también el ganadero de forma nominal hasta 1957, cuando la llevará conjuntamente con su hermano Carlos Urquijo de Federico. Antonio muere cinco años después, y será Carlos quien la mantenga hasta 1980, cuando la vende en 1980 al conocido torero Antonio Ordóñez. El diestro rondeño la mantendrá hasta 1984, cuando la vende a José Murube Escobar, volviendo nuevamente a manos de la familia Murube. En la actualidad, la propiedad de la ganadería es ostentada por José Murube Ricart, hijo del anterior, tras el fallecimiento de este en 1996.

### Toros célebres
- Manzanito: toro negro zaíno de capa, herrado con el n.º 6. Fue indultado por Salvador Sánchez “Frascuelo” en la Maestranza de Sevilla el 9 de junio de 1887.[11][12]
- Playero: indultado por Antonio Reverte en la Maestranza de Sevilla el 18 de abril de 1897, en la tradicional corrida del Domingo de Resurrección.[11] Tenía la particularidad de que se dejaba acariciar y montar, sin embestir nunca a nadie. El 20 de junio del año siguiente fue lidiado en la plaza de toros de Campo Pequeno de Lisboa, desde donde volvió nuevamente a la ganadería.[13][14]
- Alférez: toro negro bragado, herrado con el n.º 23, lidiado por Andy Cartagena el lunes 21 de abril de 2014 en Arlés, el cual Cartagena consiguió cortarle las dos orejas, siendo premiado con la vuelta al ruedo.[15]

## Características
La ganadería está formada por toros de procedencia Murube-Urquijo. Atienden en sus características zootécnicas las que recoge como propias el Ministerio del Interior:
- Toros con gran volumen corporal, con cabeza grande, carifoscos, destacando perfil cefálico subconvexo o recto, con hocico chato y ancho. Son anchos y profundos de tórax, bien enmorrillados, la papada alcanza bastante desarrollo, son badanudos y de mucho hueso, con borlón de la cola abundante.[17]
- Predominan las encornaduras brochas o en corona, de desarrollo medio, de coloración blanquecina o negruzca.[18]
- Los ejemplares son generalmente de pinta negra y excepcionalmente pueden darse algunos castaños y tostados. Los accidentales son bastante limitados, fundamentalmente el bragado, meano, listón y, a veces, chorreado.